# „Куийн“ + Пол Роджърс
„Куийн“ + Пол Роджърс е сътрудничество между Брайън Мей, Роджър Тейлър от „Куийн“ и Пол Роджърс (бивш член на „Бед Къмпани“, „Фрий“, „Фърм“ и „Лоу“). Китаристът Брайън Мей заедно с Роджър Тейлър на няколко пъти се събират заедно на сцена, включително за изпълнение в „Роял Албърт Хол“.
Това става факт, когато Пол Роджърс замества починалият през 1991 г. Фреди Меркюри. Бившият баскитарист на „Куийн“ Джон Дийкън отказва да участва в този проект поради своето оттегляне от музикалната сцена през 1997 г. Групата има три основни членове: Брайън Мей, Роджър Тейлър и Пол Роджърс, а на турнета си партнират със Спайк Едни, ритъм китаристът Джейми Моузес и басиста Дани Миранда, който преди това е работил с „Блу Ойстър Кълт“. През своето съществуване групата прави две световни турнета, издава студиен албум след почти 15 години прекъсване озаглавен The Cosmos Rocks, издава две концертни DVD-та, както и концертен албум The Return of the Champions.
„Куийн“ и Пол Роджърс официално се разделят без проблеми помежду им на 12 май 2009 г., като Пол Роджърс не изключва възможността да работят отново заедно.